# Calomys lepidus
La laucha campesina puneña, lauchita crepuscular andina o ratón vespertino precioso (Calomys lepidus) es una especie de roedor de pequeño tamaño perteneciente al género Calomys de la familia Cricetidae. Habita en el noroeste del Cono Sur de Sudamérica.

## Taxonomía
Esta especie fue descrita originalmente en el año 1884 por el zoólogo británico Oldfield Thomas.
Localidad tipo
La localidad tipo referida es: Junín, departamento de Junín, Perú.

## Distribución geográfica
Esta especie es endémica del centro-oeste de Sudamérica. Se distribuye en zonas montañosas y altiplánicas, en altitudes comprendidas entre los 2600 y los 5000 m s. n. m., desde el Perú, oeste de Bolivia y norte de Chile hasta el noroeste de la Argentina.

## Conservación
Según la organización internacional dedicada a la conservación de los recursos naturales Unión Internacional para la Conservación de la Naturaleza (IUCN), al no poseer mayores peligros y vivir en muchas áreas protegidas, la clasificó como una especie bajo “preocupación menor” en su obra: Lista Roja de Especies Amenazadas.